# یوکو اوشیما
یوکو اوشیما (انگلیسی: Yuko Oshima؛ زادهٔ ۱۷ اکتبر ۱۹۸۸) بازیگر و خواننده ژاپنی و عضو پیشین گروه موسیقی دخترانه ای‌کی‌بی ۴۸ است.